# Munxar
Munxar és un municipi de l'illa de Gozo, a Malta. Té una població de 1.454 habitants (cens del 2014) i una superfície de 2,8 km².